# Lohe-Föhrden
Lohe-Föhrden (in danese Lo-Førden) è un comune di 621 abitanti dello Schleswig-Holstein, in Germania.
Appartiene al circondario (Kreis) di Rendsburg-Eckernförde (targa RD) ed è parte della comunità amministrativa (Amt) di Hohner Harde.